# Genevieve O'Reilly
Genevieve O'Reilly (Dublin, 6 januari 1977) is een Ierse actrice die in zowel Ierland, Engeland als Australië gewerkt heeft.

## Biografie
O'Reilly werd geboren in Dublin als oudste in een gezin van vier kinderen en groeide op in Adelaide (Australië). Op twintigjarige leeftijd verhuisde zij naar Sydney om daar te studeren aan de National Institute of Dramatic Art waar zij in 2000 afstudeerde in podiumkunsten. In 2005 verhuisde zij samen met haar man Luke Mulvihill  naar Londen. 
O'Reilly begon in 2001 met acteren in de Australische televisieserie BeastMaster, waarna zij nog meerdere rollen speelde in televisieseries en films. 

## Filmografie

### Films
- 2020 The Dry - als Gretchen
- 2019 Tolkien - als mrs. Smith
- 2019 The Kid Who Would Be King - als Sophie
- 2017 The Snowman - als Birte Becker
- 2016 Rogue One: A Star Wars Story - als Senator Mon Mothma (senator in de galactische senaat voor Chandrila)
- 2016 The Legend of Tarzan - als moeder van Tarzan
- 2015 Survivor - als Lisa
- 2010 Forget Me Not - als Eve Fisher
- 2009 The Young Victoria - als Lady Flora Hastings
- 2007 Diana: Last Days of a Princess - als prinses Diana
- 2005 Life - als Shelly Deane
- 2005 Second Chance - als Susie Fulham
- 2005 Mary Bryant - als Allcia
- 2005 Star Wars: Episode III: Revenge of the Sith - als Mon Mothma (senator in de galactische senaat voor Chandrila). Helaas haalde haar scène het niet tot de release
- 2004 Right Here Right Now - als pizzameisje
- 2004 Cyber Wars - als Dash MacKenzie
- 2003 The Matrix Revolutions - als Officer Wirtz
- 2003 The Matrix Reloaded - als Officer Wirtz

### Televisieseries
Uitgezonderd eenmalige gastrollen.
- 2023 Ahsoka - als Mon Mothma - 3 afl.
- 2022-2025 Andor - als Mon Mothma - 17 afl.
- 2017-2020 Tin Star - als Angela Worth - 25 afl.
- 2017 Star Wars Rebels - als Mon Mothma (stem) - 5 afl.
- 2015-2017 Glitch - als Elishia Glass - 12 afl.
- 2017 Tin Star - als Angela Worth - 10 afl.
- 2016 Star Wars: Go Rogue - als Mon Mothma (stem) - 4 afl.
- 2016 The Secret - als Hazel Buchanan - 3 afl.
- 2015 Banished - als Mary Johnson - 7 afl.
- 2014 The Honourable Woman - als Frances Pirsig - 6 afl.
- 2011-2014 Episodes - als Jamie Lapidus - 14 afl.
- 2013 Crossing Lines - als Sienna Pride - 2 afl.
- 2012 The Last Weekend - als Daisy - 3 afl.
- 2011 Waking the Dead - als Julie Rees
- 2009 Spooks - als Sarah Caulfield - 7 afl.
- 2007 The Time of Your Life - als Kate - 6 afl.
- 2006 The State Within - als Caroline Hanley - 6 afl.
- 2002-2005 All Saints: Medical Response Unit - als Leanne Curtis - 15 afl.

### Computerspellen
- 2022 Overwatch 2 - Moira
- 2017 Overwatch - Moira

- Bibsys: 11075380
- Gemeinsame Normdatei: 1251017401
- International Standard Name Identifier: 0000 0001 4008 872X
- Library of Congress Control Number: no2011146979
- Nederlandse Thesaurus van Auteursnamen: 408471727
- Système universitaire de documentation: 22993949X
- Virtual International Authority File: 21149294436480522823